# 2002年アジア競技大会野球日本代表
2002年アジア競技大会野球日本代表（2002ねんあじあきょうぎたいかいやきゅうにほんだいひょう）は、2002年10月に韓国・釜山で開催された第14回アジア競技大会に出場するために編成された野球の日本代表チームである。

## 概要
ペナントレース終盤である10月に行われる大会であることから、プロ野球からの選手派遣は主力級ではなく若手の有望株中心となったが、予選リーグでは全員プロ選手で構成された地元韓国に大敗し、準決勝では台湾にも敗れ、3位の銅メダルに終わった。

構成はプロ12人、社会人10人であり、学生は選出されなかった。

## 監督・コーチ
（いずれも選出当時）
| 背番号 |          | 役職           | 所属                                                           | 年齢 |
| ------ | -------- | -------------- | -------------------------------------------------------------- | ---- |
| 30     | 後藤寿彦 | 監督           | 全日本アマチュア野球連盟選手強化本部ナショナルチーム強化部会長 | 49   |
| 31     | 山下大輔 | 打撃コーチ     | 全日本アマチュア野球連盟選手強化本部アドバイザー・野球評論家   | 50   |
| 33     | 田尾安志 | 守備走塁コーチ | 全日本アマチュア野球連盟選手強化本部アドバイザー・野球評論家   | 48   |
| 32     | 荒木大輔 | 投手コーチ     | 全日本アマチュア野球連盟選手強化本部アドバイザー・野球評論家   | 38   |

## 選手
（所属や年齢は選出当時）

### 投手
| 背番号 |          | 所属                 | 年齢 |
| ------ | -------- | -------------------- | ---- |
| 1      | 森大輔   | 三菱ふそう川崎       | 20   |
| 11     | 後藤隆之 | 三菱重工長崎         | 32   |
| 16     | 谷浩弥   | 読売ジャイアンツ     | 25   |
| 17     | 銭場一浩 | 東芝                 | 29   |
| 18     | 大沼幸二 | 西武ライオンズ       | 23   |
| 19     | 山本浩司 | JR東日本             | 23   |
| 21     | 有銘兼久 | 大阪近鉄バファローズ | 24   |

### 捕手
| 背番号 |          | 所属             | 年齢 |
| ------ | -------- | ---------------- | ---- |
| 7      | 鶴岡一成 | 横浜ベイスターズ | 25   |
| 22     | 安田真範 | 東芝             | 27   |

### 内野手
| 背番号 |            | 所属                       | 年齢 |
| ------ | ---------- | -------------------------- | ---- |
| 5      | 四之宮洋介 | 日産自動車                 | 25   |
| 6      | 栗原健太   | 広島東洋カープ             | 20   |
| 9      | 平野恵一   | オリックス・ブルーウェーブ | 23   |
| 10     | 小山豪     | 日産自動車                 | 27   |
| 23     | 北川利之   | 川崎製鉄水島               | 23   |
| 25     | 前田新悟   | 中日ドラゴンズ             | 22   |
| 33     | 畠山和洋   | ヤクルトスワローズ         | 20   |

### 外野手
| 背番号 |          | 所属                 | 年齢 |
| ------ | -------- | -------------------- | ---- |
| 3      | 喜田剛   | 阪神タイガース       | 22   |
| 8      | 久保田智 | 川崎製鉄千葉         | 25   |
| 29     | 吉浦貴志 | 日産自動車           | 23   |
| 51     | 荒金久雄 | 福岡ダイエーホークス | 24   |
| 61     | 寺本四郎 | 千葉ロッテマリーンズ | 22   |
| 66     | 西浦克拓 | 日本ハムファイターズ | 27   |

## 大会戦績
（球場はいずれも釜山・社稷野球場）

### 予選リーグ
- 第1戦（10月2日）　日本 8-3 チャイニーズ・タイペイ
- 第2戦（10月3日）　日本 12-0 フィリピン　（7回コールド）
- 第3戦（10月5日）　日本 10-1 中国
- 第4戦（10月6日）　日本 0-9 韓国
予選は3勝1敗で2位通過。

### 決勝トーナメント
- 準決勝（10月8日）　日本 5-6 チャイニーズ・タイペイ　（延長10回）
- 3位決定戦（10月9日）　日本 7-4 中国
銅メダルを獲得。